# Atto (mangaka)
atto (あっと) japán mangaka. Egy ismeretlen nevű személy művészneve, aki elsősorban a Non non bijori című mangasorozata révén ismert.

## Munkái

### Mangák
- Koakuma Meringue (こあくまメレンゲ?, ’A kis ördög habcsókja’) — (Media Factory, Gekkan Comic Alive, 2007. december–2009. március)[2]
- Toko-toko & jume no jume (とことこ＆ユメのユメ?) — (Media Factory, Gekkan Comic Alive, one-shot, 2008. március 27.)[3]
- Tacsibana-szansi no nicsijóbi (橘さんちの日曜日?, ’Tacsibana-szan vasárnapja’) — (Media Factory, Gekkan Comic Alive, one-shot, 2009. január 27.)[4]
- Non non bijori (のんのんびより; Hepburn: Non Non Biyori?, ’Nem-nem időjárás’) — (Media Factory, Gekkan Comic Alive, 2009. november–napjainkig)[5]

### Antológiák
- Non non bijori: Kósiki Anthology — Haru! (のんのんびより 公式アンソロジー はるっ！?, ’Nem-nem időjárás: Hivatalos antológia — Tavasz!’) — (MF Comics Alive sorozat)[6]
- Non non bijori: Kósiki Anthology — Nacu! (のんのんびより 公式アンソロジー なつっ！?, ’Nem-nem időjárás: Hivatalos antológia — Nyár!’) — (MF Comics Alive sorozat)[7]
- Non non bijori: Kósiki Anthology — Aki! (のんのんびより 公式アンソロジー あきっ！?, ’Nem-nem időjárás: Hivatalos antológia — Ősz!’) — (MF Comics Alive sorozat)[8]
- Non non bijori: Kósiki Anthology — Fuju! (のんのんびより 公式アンソロジー ふゆっ！?, ’Nem-nem időjárás: Hivatalos antológia — Tél!’) — (MF Comics Alive sorozat)[9]
- Non non bijori: Jonkoma Anthology Comic (のんのんびより4コマアンソロジーコミック?, ’Nem-nem időjárás: Négypaneles antológia-képregény’) — (MF Comics Alive sorozat)[10]
- Kiniro Mosaic: Anthology Comic (きんいろモザイク アンソロジーコミック?, ’Aranymozaik: Antológia-képregény’) — (Manga Time KR Comics)[11]
- Kuma miko: Kósiki Anthology (くまみこ 公式アンソロジー?, ’Medve miko: Hivatalos antológia’) — (MF Comics)[12]
- Boku va tomodacsi ga szukunai: Kósiki Anthology Comic (僕は友達が少ない 公式アンソロジーコミック?, ’Nincsen sok barátom: Hivatalos antológia-képregény’) — (MF Comics Alive sorozat)[13]
- Zero no cukaima: Kósiki Anthology Comic – Kaze (Hagaraus) mahó no só (ゼロの使い魔 公式アンソロジーコミック　風(ハガラース)魔法の章?, ’Zero ismerőse: Antológia-képregény – Szélvarázs (Hagaraus)-fejezet’) — (MF Comics Alive sorozat)[14]
- Zero no cukaima: Kósiki Anthology Comic – Hi no Ruby no só (ゼロの使い魔 公式アンソロジーコミック　火のルビーの章?, ’Zero ismerőse: Antológia-képregény – Tűzrubin-fejezet’) — (MF Comics Alive sorozat)[15]
- Zero no cukaima: Kósiki Anthology Comic – Kaze no Ruby no só (ゼロの使い魔 公式アンソロジーコミック　風のルビーの章?, ’Zero ismerőse: Antológia-képregény – Szélrubin-fejezet’) — (MF Comics Alive sorozat)[16]
- Zero no cukaima: Kósiki Anthology Comic – Mizu no Ruby no só (ゼロの使い魔 公式アンソロジーコミック　水のルビーの章?, ’Zero ismerőse: Antológia-képregény – Vízrubin-fejezet’) — (MF Comics Alive sorozat)[17]
- Zero no cukaima: Kósiki Anthology Comic – Tristain no só (ゼロの使い魔 公式アンソロジーコミック　トリステインの章?, ’Zero ismerőse: Antológia-képregény – Tristain-fejezet’) — (MF Comics Alive sorozat)[18]

### End card
- D-Frag! (ディーふらぐ!?) — 8. epizód

### Egyebek
- Non non bijori 8.5: Kósiki Guide Book (のんのんびより8.5　公式ガイドブック?, ’Nem-nem időjárás 8.5: Hivatalos kalauz’) — (MF Comics Alive sorozat)[19]
- High School Fleet (ハイスクール・フリート?, ’Középiskolás flotta’) — eredeti szereplőtervek[20]
- Deathtrap Dungeon (デストラップ・ダンジョン?, ’Halálcsapda-várbörtön’) — illusztrációk (japán kiadás)[21]